# Kahlil Dukes
Kahlil Dukes (* 17. Mai 1995 in Hartford, Connecticut, USA) ist ein US-amerikanischer Basketballspieler.

## Laufbahn
Dukes spielte von 2013 bis 2018 College-Basketball für die USC Trojans der University of Southern California und für die Niagara Purple Eagles der Niagara University in New York.
Im Juni 2018 meldete er sich zum NBA-Draft an, wurde aber nicht ausgewählt. Im selben Jahr unterschrieb Dukes einen Vertrag mit dem russischen Erstligisten BC Irkut.
Im Juli 2019 wurde er von den Hamburg Towers verpflichtet. Nach zwei Bundesligaspielen für die Norddeutschen, in denen er im Schnitt 7 Punkte mit einer Trefferquote von 18,2 Prozent aus dem Feld erzielte und zwei Korbvorlagen leistete, wurde Dukes aus sportlichen Gründen entlassen. Im Dezember unterschrieb er einen Vertrag beim polnischen Erstligisten Legia Warschau. Hernach spielte er in der Türkei und in Bulgarien.
2022/23 stand er beim türkischen Zweitligisten Balıkesir BŞB unter Vertrag, im August 2023 vermeldete der französische Zweitligist Orléans Loiret Basket seine Verpflichtung.